# Chillac

Chillac este o comună în departamentul Charente, Franța. În 1 ianuarie 2022 avea o populație de 225 de locuitori.